# Myrmica ademonia
Myrmica ademonia és una espècie de formiga de la subfamília dels mirmicins (Myrmicinae) descrita per Barry Bolton el 1995. S'ha vist que és la mateixa espècie que Kup havia classificat com a Myrmica aspersa el 1990.
Es localitza a Rússia.